# Hipparchia velleia
Hipparchia velleia är en fjärilsart som beskrevs av Hans Fruhstorfer 1908. Hipparchia velleia ingår i släktet Hipparchia och familjen praktfjärilar. Inga underarter finns listade i Catalogue of Life.